# تفاسیر دینی نظریه مه‌بانگ

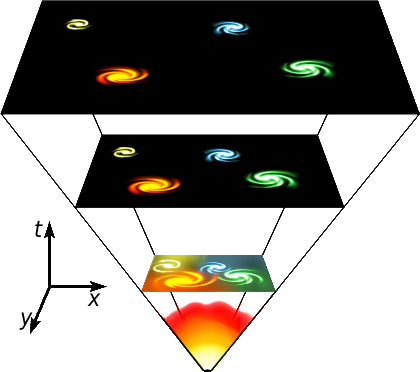
بر طبق نظریهٔ مه‌بانگ، جهان از یک نقطهٔ بسیارچگال و داغ گسترش یافته‌است. هم‌اکنون به علت وجود انرژی تاریک، به سرعت در حال گسترش است.

از زمان شکل‌گیری نظریه مه بانگ به عنوان پارادایم حکم فرما در اخترشناسی فیزیکی دسته‌های مختلفی از عکس العمل‌ها توسط گروه‌های دینی در ارتباط با پیامدهای آن برای کیهان‌شناسی‌های دینی وجود داشته است. بعضی شواهد علمی را در سطح ظاهر متن (در برابر فحوای آن، یعنی متن بدون تفسیر و توضیح) می‌پذیرند، بعضی به دنبال آنند که مه بانگ را با انگاشته‌های دینی خود هماهنگ کنند، و برخی شواهد موجود برای نظریه مه بانگ را یا رد می‌کنند یا در نظر نمی‌گیرند.

## اسلام
در طی نوشتن برای پژوهشنامه مطالعات حوزه اسلامی کیوتو (Kyoto Bulletin of Islamic Area Studies)، نویسندگان حسلین حسن و عبدالحافظ مت تواح نوشتند که نظرات علمی مدرن در کیهان‌شناسی دارند ایده‌های جدیدی را برای چگونگی تفسیر عبارات کیهان‌شناسی قرآن ایجاد می‌کنند.

## هندوئیسم
دیدگاه بر مبنای پورانه‌های هندو از نوع یک کیهان شناخت ازلی و ابدی جهان می‌باشد، که در آن زمان هیچ آغاز مطلقی ندارد، اما در عوض بی‌نهایت و چرخشی است، به جای این که از یک مه بانگ ایجاد شده باشد. با این حال، دانشنامه هندوئیسم (Encyclopedia of Hinduism)، با ارجاع به Katha Upanishad 2:20، بیان می‌کند که نظریه مه بانگ بشریت را یادآوری می‌کند که همه چیز از برهمن آمده‌است که «ظریف‌تر از اتم، بزرگ‌تر از بزرگ‌ترین» است.

## بهائیت
بهاءالله، بنیان‌گذار مذهب بهائیت، می گوید که جهان «نه شروعی و نه پایانی» دارد. در لوح حکمت (نوشته شده از/بین ۱۸۷۳ الی ۱۸۷۴ میلادی).